# Aleksandr Mostovoi
Aleksandr Vladímirovitx Mostovoi - Александр Владимирович Мостовой (rus) - (Lomonóssov, Sant Petersburg, Rússia, 22 d'agost de 1968) és un futbolista rus, ja retirat, que ocupava la posició de migcampista atacant. Era conegut amb el malnom d'«El Tsar».

## Trajectòria
La carrera de Mostovoi es va iniciar amb l'arribada al Kràsnaia Présnia el 1986, un equip de la segona divisió soviètica. Un any després, va fitxar per l'Spartak de Moscou, on destacaria com una jove promesa. Va romandre cinc anys a Moscou, i va guanyar dues lligues de l'URSS, la del 1987 i la del 1989.
El 1992 es trasllada a Portugal, on juga al Benfica, però no gaudiria de massa oportunitats i a mitja campanya 93/94 marxa a la Ligue 1 francesa, dins les files de l'SM Caen. L'estiu de 1994 fitxa per un altre equip francés, l'RC Strasbourg, on Mostovoi es converteix en titular les dues temporades que hi està.
L'estiu de 1996 fitxa pel Celta de Vigo, de la lliga espanyola. En l'entitat gallega serà on el rus passe una època daurada, coincidint amb la bona marxa del club vigués, finalista de Copa i habitual en competicions europees. Titular pràcticament en les vuit temporades al Celta, Mostovoi va ser un dels símbols d'aquest club i va destacar pel seu lideratge sobre el camp i els seus registres golejadors. Amb el descens del Celta a Segona Divisió, el rus deixa l'equip, allà pel 2004.
Vuit mesos després, el març del 2005, en els quals estava sense club, Mostovoi fitxa pel Deportivo Alavés fins al final de la temporada. Només hi jugarà un partit amb els bascos, front al Cadis. Mostovoi va sortir al camp a dotze minuts del final i va marcar un gol. A penes un mes després d'incorporar-se a l'Alavés, el rus deixava el club i penjava les botes.
Des de la seva retirada ha fet de comentarista.

## Selecció
Mostovoi va debutar amb la selecció de la Unió Soviètica el 1991, tot jugant quinze partits abans de la dissolució de l'equip. Posteriorment, ha disputat mig centenar de partits internacionals amb la selecció russa de futbol, marcant 10 gols. va formar part del combinat del seu equip que va participar en el Mundial dels Estats Units 1994 i de Corea i Japó 2002. També va participar en les Eurocopes de 1996 i 2004.
En categories inferiors, Mostovoi va formar part del combinat soviètic sub-21 que va guanyar l'Europeu de la categoria l'any 1990.